# ハナスズキ
ハナスズキ（学名：Liopropoma maculatum）は、スズキ目ハタ科に属する魚類の一種。

## 分布
南日本、ハワイ諸島に分布する。

## 特徴
体長20cm。体色は淡紅色で、体側に赤褐色の円形の斑紋が散在する。背鰭は8棘12軟条、臀鰭は3棘8軟条。
やや深い海の岩礁に生息する。

## 近縁種
- ツルグエ Liopropoma latifasciatum (Tanaka)

南日本、朝鮮半島に分布。
- ベニスズキ Liopropoma erythraeum Randall et Taylor

琉球列島に分布。
- コスジハナスズキ Liopropoma susumi (Jordan et Seale)

琉球列島に分布。
- ゴマハナスズキ Liopropoma aragai (Randall et Taylor)

伊豆諸島、琉球列島、モーリシャスに分布。
- トゲハナスズキ Liopropoma japonicum (Doderlein)

南日本、朝鮮半島に分布。